# هادیه کر
هادیه کُر (زاده ۱ فروردین ۱۳۷۲) بازیکن فوتبال ایرانی است که در پست مدافع برای باشگاه فوتبال زنان ملوان بندر انزلی و تیم ملی فوتبال ایران بازی می‌کند.
وی سابقه بازی در تیم‌هایی چون باشگاه فوتبال زنان سپاهان و باشگاه فوتبال زنان ذوب‌آهن و شهرداری گرگان را نیز دارد.